# إدوارد بروفي
إدوارد بروفي (بالإنجليزية: Edward Brophy)‏ مواليد 27 فبراير 1895 في نيويورك، الولايات المتحدة - الوفاة 27 مايو 1960 في لوس أنجلوس، كاليفورنيا، الولايات المتحدة، هو ممثل وكوميدي أمريكي بدأ مسيرته الفنية سنة 1920. امتدت مسيرته الفنية لأكثر من 40 عاما.

## الأعمال
- المصور
- البطل
- فريكس
- الرجل النحيف
- مارييتا الشقية
- دمبو
- فتاة الغلاف

## روابط خارجية
- إدوارد بروفي على موقع IMDb (الإنجليزية)
- إدوارد بروفي على موقع روتن توميتوز (الإنجليزية)
- إدوارد بروفي على موقع ألو سيني (الفرنسية)
- إدوارد بروفي على موقع تيرنر كلاسيك موفيز (الإنجليزية)
- إدوارد بروفي على موقع أول موفي (الإنجليزية)
- إدوارد بروفي على موقع قاعدة بيانات الأفلام السويدية (السويدية)
- إدوارد بروفي على موقع إن إن دي بي (الإنجليزية)
- إدوارد بروفي على موقع قاعدة بيانات الفيلم (الإنجليزية)
- إدوارد بروفي على موقع كينوبويسك (الروسية)